# 1966 في النمسا
فيما يلي قوائم الأحداث التي وقعت خلال عام 1966 في النمسا.

## سياسة

### انتهاء فترة المنصب
- 19 أبريل – برونو كرايسكي وزير خارجية النمسا [الإنجليزية]‏.

## مواليد

### يناير
- 1 يناير – يوهانس كريش ممثل نمساوي.[1]
- 4 يناير – كريستيان كيرن سياسي نمساوي.[2]
- 19 يناير – مايكل ستريتر لاعب كرة قدم نمساوي.[3]

### فبراير
- 8 فبراير – أليكس أنتونيتش لاعب كرة مضرب نمساوي.
- 11 فبراير – كارين بروكوب لاعبة كرة يد نمساوية.

### مارس
- 2 مارس – جوديث ويزنر لاعبة كرة مضرب نمساوية.
- 27 مارس – بيتينا بالاكا[4]

### أبريل
- 11 أبريل – بيتر شتوغر لاعب كرة قدم نمساوي.[5]

### مايو
- 20 مايو – بيتر أرتنر لاعب كرة قدم نمساوي.[6]

### سبتمبر
- 24 سبتمبر – ألفريد هورتناغل لاعب كرة قدم نمساوي.[7]

### أكتوبر
- 31 أكتوبر – إرنست إيغنر لاعب كرة قدم نمساوي.[8]

### ديسمبر
- 29 ديسمبر – هيمو فيفنبرغر لاعب كرة قدم نمساوي.[9]

## وفيات

### نوفمبر
- 28 نوفمبر – بيلي إنغل (مواليد 1889) ممثل نمساوي.[10]

### ديسمبر
- 23 ديسمبر – هايميتو فون دوديرير (مواليد 1896) كاتب نمساوي.[11]